# Liste der Orte im Landkreis Eichstätt
Die Liste der Orte im Landkreis Eichstätt listet die 317 amtlich benannten Gemeindeteile (Hauptorte, Kirchdörfer, Pfarrdörfer, Dörfer, Weiler und Einöden) im Landkreis Eichstätt auf.

## Systematische Liste
Alphabet der Städte und Gemeinden mit den zugehörigen Orten.
- Adelschlag mit 13 Gemeindeteilen:
  - Pfarrdörfer Möckenlohe, Ochsenfeld und Pietenfeld
  - Kirchdorf Adelschlag
  - Dörfer Weißenkirchen und Ziegelhütte
  - Einöden Fasanerie, Moritzbrunn, Prielhof, Tempelhof, Untermöckenlohe, Waldhütte und Wittenfeld

- Markt Altmannstein mit 35 Gemeindeteilen:
  - Hauptort Altmannstein
  - Pfarrdörfer Hagenhill, Pondorf, Schamhaupten, Sollern und Tettenwang
  - Kirchdörfer Berghausen, Breitenhill, Hexenagger, Laimerstadt, Megmannsdorf, Mendorf, Neuenhinzenhausen, Neuses, Sandersdorf, Schafshill, Schwabstetten, Steinsdorf, Thannhausen und Winden
  - Dörfer Biber und Ried
  - Weiler Stenzenhof, Viehhausen und Ziegelstadel
  - Einöden Althexenagger, Bruckhof, Dollnhof, Hanfstinglmühle, Kollerhof, Leistmühle, Ottersdorf, Racklhof, Weiherhaus und Wolfstal

- Stadt Beilngries mit 24 Gemeindeteilen:
  - Hauptort Beilngries
  - Pfarrdörfer Irfersdorf und Paulushofen
  - Kirchdörfer Amtmannsdorf, Arnbuch, Aschbuch, Biberbach, Eglofsdorf, Hirschberg, Kevenhüll, Kirchbuch, Kottingwörth, Leising, Litterzhofen, Oberndorf, Wiesenhofen und Wolfsbuch
  - Dörfer Grampersdorf und Neuzell
  - Weiler Gösselthal und Kaldorf
  - Einöden Kottingwörthermühle, Pfenninghof und Viehstall

- Böhmfeld mit dem gleichnamigen Pfarrdorf

- Buxheim mit 6 Gemeindeteilen:
  - Pfarrdorf Buxheim
  - Kirchdorf Tauberfeld
  - Einöden Hessenhof, Moosbauer, Moosmühle und Reinboldsmühle

- Denkendorf mit 10 Gemeindeteilen:
  - Pfarrdörfer Denkendorf, Dörndorf, Gelbelsee und Zandt
  - Kirchdörfer Altenberg und Bitz
  - Dorf Schönbrunn
  - Weiler Straßhäusl
  - Einöden Riedelshof und Strasshaus

- Markt Dollnstein mit 10 Gemeindeteilen:
  - Hauptort Dollnstein
  - Pfarrdorf Obereichstätt
  - Kirchdörfer Breitenfurt und Eberswang
  - Dörfer Hagenacker und Ried
  - Weiler Bubenrothermühle und Ziegelhütte
  - Einöden Attenbrunnmühle und Groppenhof

- Egweil mit 3 Gemeindeteilen:
  - Kirchdorf Egweil
  - Einöden Oberhaidmühle und Unterhaidmühle

- Große Kreisstadt Eichstätt mit 14 Gemeindeteilen:
  - Hauptort Eichstätt
  - Pfarrdorf Rebdorf
  - Kirchdörfer Buchenhüll, Landershofen, Marienstein, Wasserzell und Wintershof
  - Dorf Blumenberg
  - Weiler Pietenfeld a.d.Leithen und Wimpasing
  - Einöden Häringhof, Lüften und Ziegelhof

- Eitensheim mit dem gleichnamigen Pfarrdorf

- Markt Gaimersheim mit 4 Gemeindeteilen:
  - Hauptort Gaimersheim
  - Kirchdorf Lippertshofen
  - Weiler Rackertshofen
  - Einöde Gabel

- Großmehring mit 16 Gemeindeteilen:
  - Pfarrdörfer Großmehring und Theißing
  - Kirchdörfer Demling, Katharinenberg, Kleinmehring, Pettling und Tholbath
  - Weiler Erlachhof, Knopfmühle, Schaumühle und Strasshausen
  - Einöden Abdeckerei, Äußere Mühle, Demlinger Steinbruch und Ziegelei
  - Gewerbegebiet Interpark

- Hepberg mit dem gleichnamigen Pfarrdorf

- Hitzhofen mit 5 Gemeindeteilen:
  - Pfarrdörfer Hitzhofen und Hofstetten
  - Dorf Oberzell
  - Einöden Baumfeld und Mühlthal

- Markt Kinding mit 16 Gemeindeteilen:
  - Hauptort Kinding
  - Pfarrdörfer Enkering, Haunstetten und Kirchanhausen
  - Kirchdörfer Erlingshofen, Ilbling, Pfraundorf und Unteremmendorf
  - Dörfer Badanhausen, Berletzhausen, Kratzmühle und Schafhausen
  - Weiler Niefang
  - Einöden Eibwang, Schafhausermühle und Schlößlmühle

- Markt Kipfenberg mit 20 Gemeindeteilen:
  - Hauptort Kipfenberg
  - Pfarrdörfer Irlahüll, Pfahldorf, Schambach und Schelldorf
  - Kirchdörfer Arnsberg, Biberg, Böhming, Dunsdorf, Grösdorf, Hirnstetten, Krut und Oberemmendorf
  - Dörfer Attenzell und Buch
  - Weiler Kemathen und Regelmannsbrunn
  - Einöden Birkthalmühle, Böllermühle und Schloßhof

- Markt Kösching mit 6 Gemeindeteilen:
  - Hauptort Kösching
  - Pfarrdörfer Bettbrunn und Kasing
  - Weiler Desching
  - Einöde Hellmannsberg
  - Gewerbegebiet Interpark

- Lenting mit 4 Gemeindeteilen:
  - Pfarrdorf Lenting
  - Siedlung Desching
  - Weiler Kalkbrenner
  - Einöde Lentinger Mühle

- Markt Mindelstetten mit 10 Gemeindeteilen:
  - Pfarrdorf Mindelstetten
  - Kirchdörfer Hiendorf, Hüttenhausen, Imbath, Offendorf und Tettenagger
  - Dörfer Oberoffendorf und Stockau
  - Weiler Grashausen und Weiher

- Markt Mörnsheim mit 15 Gemeindeteilen:
  - Hauptort Mörnsheim
  - Pfarrdorf Ensfeld
  - Kirchdörfer Altendorf und Mühlheim
  - Dorf Haunsfeld
  - Weiler Apfelthal, Hammermühle, Lichtenberg und Maxberg
  - Einöden Finstermühle, Gröblmühle, Kohlmühle, Marktmühle, Sonderholzerhof und Wildbad

- Markt Nassenfels mit 8 Gemeindeteilen:
  - Hauptort Nassenfels
  - Pfarrdorf Meilenhofen
  - Kirchdörfer Wolkertshofen und Zell a.d.Speck
  - Weiler Speckmühle
  - Einöden Aumühle, Sächenfartmühle und Wolkertshofermühle

- Oberdolling mit 6 Gemeindeteilen:
  - Pfarrdorf Oberdolling
  - Kirchdorf Unterdolling
  - Dorf Hagenstetten
  - Weiler Harlanden, Sankt Lorenzi und Weißendorf

- Markt Pförring mit 12 Gemeindeteilen:
  - Hauptort Pförring
  - Kirchdörfer Ettling, Forchheim, Lobsing und Pirkenbrunn
  - Dörfer Dötting, Gaden b.Pförring und Wackerstein
  - Einöden Feuchtmühle, Giesenau, Waidach und Würzmühle

- Pollenfeld mit 10 Gemeindeteilen:
  - Pfarrdörfer Pollenfeld, Preith, Wachenzell und Wörmersdorf
  - Kirchdörfer Seuversholz, Sornhüll und Weigersdorf
  - Weiler Götzelshard
  - Einöden Ziegelhütte und Ziegelhütte

- Schernfeld mit 13 Gemeindeteilen:
  - Pfarrdörfer Rupertsbuch, Schernfeld und Schönfeld
  - Kirchdörfer Sappenfeld und Schönau
  - Dörfer Birkhof, Langensallach und Workerszell
  - Weiler Harthof
  - Einöden Ferdinandsfeld, Geländer, Lohrmannshof und Sperberslohe

- Stammham mit 5 Gemeindeteilen:
  - Pfarrdörfer Appertshofen und Stammham
  - Kirchdorf Westerhofen
  - Einöden Köschinger Waldhaus und Neuhau

- Markt Titting mit 26 Gemeindeteilen:
  - Hauptort Titting
  - Pfarrdörfer Altdorf, Emsing, Erkertshofen, Kaldorf und Morsbach
  - Kirchdörfer Großnottersdorf, Mantlach, Petersbuch und Stadelhofen
  - Dörfer Oberkesselberg und Unterkesselberg
  - Weiler Bürg, Hegelohe, Heiligenkreuz und Herlingshard
  - Einöden Ablaßmühle, Aichmühle, Brunneck, Erzwäsche, Furtmühle, Hornmühle, Maierfeld, Obermühle, Sammühle und Tafelmühle

- Walting mit 13 Gemeindeteilen:
  - Pfarrdörfer Gungolding und Walting
  - Kirchdörfer Inching, Pfalzpaint, Pfünz, Rapperszell und Rieshofen
  - Weiler Brunnmühle, Isenbrunn und Ziegelhof
  - Einöden Almosmühle und Forstermühle
  - Forsthaus Affenthal

- Markt Wellheim mit 8 Gemeindeteilen:
  - Hauptort Wellheim
  - Kirchdörfer Biesenhard, Gammersfeld, Hard und Konstein
  - Dorf Aicha
  - Einöden Espenlohe und Wielandshöfe

- Wettstetten mit 3 Gemeindeteilen:
  - Pfarrdorf Wettstetten
  - Kirchdorf Echenzell
  - Wochenendhaussiedlung Adlmannsberg

## Alphabetische Liste
In Fettschrift erscheinen die Orte, die namengebend für die Gemeinde sind.

### A
- Abdeckerei zu Großmehring
- Ablaßmühle zu Titting
- Adelschlag
- Adlmannsberg zu Wettstetten
- Affenthal zu Walting
- Aicha zu Wellheim
- Aichmühle zu Titting
- Almosmühle zu Walting
- Altdorf zu Titting
- Altenberg zu Denkendorf
- Altendorf zu Mörnsheim
- Althexenagger zu Altmannstein
- Altmannstein
- Amtmannsdorf zu Beilngries
- Apfelthal zu Mörnsheim
- Appertshofen zu Stammham
- Arnbuch zu Beilngries
- Arnsberg zu Kipfenberg
- Aschbuch zu Beilngries
- Attenbrunnmühle zu Dollnstein
- Attenzell zu Kipfenberg
- Aumühle zu Nassenfels
- Äußere Mühle zu Großmehring

### B
- Badanhausen zu Kinding
- Baumfeld zu Hitzhofen
- Beilngries
- Berghausen zu Altmannstein
- Berletzhausen zu Kinding
- Bettbrunn zu Kösching
- Biber zu Altmannstein
- Biberbach zu Beilngries
- Biberg zu Kipfenberg
- Biesenhard zu Wellheim
- Birkhof zu Schernfeld
- Birkthalmühle zu Kipfenberg
- Bitz zu Denkendorf
- Blumenberg zu Eichstätt
- Böhmfeld
- Böhming zu Kipfenberg
- Böllermühle zu Kipfenberg
- Breitenfurt zu Dollnstein
- Breitenhill zu Altmannstein
- Bruckhof zu Altmannstein
- Brunneck zu Titting
- Brunnmühle zu Walting
- Bubenrothermühle zu Dollnstein
- Buch zu Kipfenberg
- Buchenhüll zu Eichstätt
- Bürg zu Titting
- Buxheim

### D
- Demling zu Großmehring
- Demlinger Steinbruch zu Großmehring
- Denkendorf
- Desching zu Kösching
- Desching zu Lenting
- Dollnhof zu Altmannstein
- Dollnstein
- Dörndorf zu Denkendorf
- Dötting zu Pförring
- Dunsdorf zu Kipfenberg

### E
- Eberswang zu Dollnstein
- Echenzell zu Wettstetten
- Eglofsdorf zu Beilngries
- Egweil
- Eibwang zu Kinding
- Eichstätt
- Eitensheim
- Emsing zu Titting
- Enkering zu Kinding
- Ensfeld zu Mörnsheim
- Erkertshofen zu Titting
- Erlachhof zu Großmehring
- Erlingshofen zu Kinding
- Erzwäsche zu Titting
- Espenlohe zu Wellheim
- Ettling zu Pförring

### F
- Fasanerie zu Adelschlag
- Ferdinandsfeld zu Schernfeld
- Feuchtmühle zu Pförring
- Finstermühle zu Mörnsheim
- Forchheim zu Pförring
- Forstermühle zu Walting
- Furtmühle zu Titting

### G
- Gabel zu Gaimersheim
- Gaden b.Pförring zu Pförring
- Gaimersheim
- Gammersfeld zu Wellheim
- Geländer zu Schernfeld
- Gelbelsee zu Denkendorf
- Giesenau zu Pförring
- Gösselthal zu Beilngries
- Götzelshard zu Pollenfeld
- Grampersdorf zu Beilngries
- Grashausen zu Mindelstetten
- Gröblmühle zu Mörnsheim
- Groppenhof zu Dollnstein
- Grösdorf zu Kipfenberg
- Großmehring
- Großnottersdorf zu Titting
- Gungolding zu Walting

### H
- Hagenacker zu Dollnstein
- Hagenhill zu Altmannstein
- Hagenstetten zu Oberdolling
- Hammermühle zu Mörnsheim
- Hanfstinglmühle zu Altmannstein
- Hard zu Wellheim
- Häringhof zu Eichstätt
- Harlanden zu Oberdolling
- Harthof zu Schernfeld
- Haunsfeld zu Mörnsheim
- Haunstetten zu Kinding
- Hegelohe zu Titting
- Heiligenkreuz zu Titting
- Hellmannsberg zu Kösching
- Hepberg
- Herlingshard zu Titting
- Hessenhof zu Buxheim
- Hexenagger zu Altmannstein
- Hiendorf zu Mindelstetten
- Hirnstetten zu Kipfenberg
- Hirschberg zu Beilngries
- Hitzhofen
- Hofstetten zu Hitzhofen
- Hornmühle zu Titting
- Hüttenhausen zu Mindelstetten

### I
- Ilbling zu Kinding
- Imbath zu Mindelstetten
- Inching zu Walting
- Interpark zu Großmehring
- Interpark zu Kösching
- Irfersdorf zu Beilngries
- Irlahüll zu Kipfenberg
- Isenbrunn zu Walting

### K
- Kaldorf zu Beilngries
- Kaldorf zu Titting
- Kalkbrenner zu Lenting
- Kasing zu Kösching
- Katharinenberg zu Großmehring
- Kemathen zu Kipfenberg
- Kevenhüll zu Beilngries
- Kinding
- Kipfenberg
- Kirchanhausen zu Kinding
- Kirchbuch zu Beilngries
- Kleinmehring zu Großmehring
- Knopfmühle zu Großmehring
- Kohlmühle zu Mörnsheim
- Kollerhof zu Altmannstein
- Konstein zu Wellheim
- Kösching
- Köschinger Waldhaus zu Stammham
- Kottingwörth zu Beilngries
- Kottingwörthermühle zu Beilngries
- Kratzmühle zu Kinding
- Krut zu Kipfenberg

### L
- Laimerstadt zu Altmannstein
- Landershofen zu Eichstätt
- Langensallach zu Schernfeld
- Leising zu Beilngries
- Leistmühle zu Altmannstein
- Lenting
- Lentinger Mühle zu Lenting
- Lichtenberg zu Mörnsheim
- Lippertshofen zu Gaimersheim
- Litterzhofen zu Beilngries
- Lobsing zu Pförring
- Lohrmannshof zu Schernfeld
- Lüften zu Eichstätt

### M
- Maierfeld zu Titting
- Mantlach zu Titting
- Marienstein zu Eichstätt
- Marktmühle zu Mörnsheim
- Maxberg zu Mörnsheim
- Megmannsdorf zu Altmannstein
- Meilenhofen zu Nassenfels
- Mendorf zu Altmannstein
- Mindelstetten
- Möckenlohe zu Adelschlag
- Moosbauer zu Buxheim
- Moosmühle zu Buxheim
- Moritzbrunn zu Adelschlag
- Mörnsheim
- Morsbach zu Titting
- Mühlheim zu Mörnsheim
- Mühlthal zu Hitzhofen

### N
- Nassenfels
- Neuenhinzenhausen zu Altmannstein
- Neuhau zu Stammham
- Neuses zu Altmannstein
- Neuzell zu Beilngries
- Niefang zu Kinding

### O
- Oberdolling
- Obereichstätt zu Dollnstein
- Oberemmendorf zu Kipfenberg
- Oberhaidmühle zu Egweil
- Oberkesselberg zu Titting
- Obermühle zu Titting
- Oberndorf zu Beilngries
- Oberoffendorf zu Mindelstetten
- Oberzell zu Hitzhofen
- Ochsenfeld zu Adelschlag
- Offendorf zu Mindelstetten
- Ottersdorf zu Altmannstein

### P
- Paulushofen zu Beilngries
- Petersbuch zu Titting
- Pettling zu Großmehring
- Pfahldorf zu Kipfenberg
- Pfalzpaint zu Walting
- Pfenninghof zu Beilngries
- Pförring
- Pfraundorf zu Kinding
- Pfünz zu Walting
- Pietenfeld zu Adelschlag
- Pietenfeld an der Leithen zu Eichstätt
- Pirkenbrunn zu Pförring
- Pollenfeld
- Pondorf zu Altmannstein
- Preith zu Pollenfeld
- Prielhof zu Adelschlag

### R
- Rackertshofen zu Gaimersheim
- Racklhof zu Altmannstein
- Rapperszell zu Walting
- Rebdorf zu Eichstätt
- Regelmannsbrunn zu Kipfenberg
- Reinboldsmühle zu Buxheim
- Ried zu Altmannstein
- Ried zu Dollnstein
- Riedelshof zu Denkendorf
- Rieshofen zu Walting
- Rupertsbuch zu Schernfeld

### S
- Sächenfartmühle zu Nassenfels
- Sammühle zu Titting
- Sandersdorf zu Altmannstein
- Sankt Lorenzi zu Oberdolling
- Sappenfeld zu Schernfeld
- Schafhausen zu Kinding
- Schafhausermühle zu Kinding
- Schafshill zu Altmannstein
- Schambach zu Kipfenberg
- Schamhaupten zu Altmannstein
- Schaumühle zu Großmehring
- Schelldorf zu Kipfenberg
- Schernfeld
- Schloßhof zu Kipfenberg
- Schlößlmühle zu Kinding
- Schönau zu Schernfeld
- Schönbrunn zu Denkendorf
- Schönfeld zu Schernfeld
- Schwabstetten zu Altmannstein
- Seuversholz zu Pollenfeld
- Sollern zu Altmannstein
- Sonderholzerhof zu Mörnsheim
- Sornhüll zu Pollenfeld
- Speckmühle zu Nassenfels
- Sperberslohe zu Schernfeld
- Stadelhofen zu Titting
- Stammham
- Steinsdorf zu Altmannstein
- Stenzenhof zu Altmannstein
- Stockau zu Mindelstetten
- Straßhaus zu Denkendorf
- Straßhausen zu Großmehring
- Straßhäusl zu Denkendorf

### T
- Tafelmühle zu Titting
- Tauberfeld zu Buxheim
- Tempelhof zu Adelschlag
- Tettenagger zu Mindelstetten
- Tettenwang zu Altmannstein
- Thannhausen zu Altmannstein
- Theißing zu Großmehring
- Tholbath zu Großmehring
- Titting

### U
- Unterdolling zu Oberdolling
- Unteremmendorf zu Kinding
- Unterhaidmühle zu Egweil
- Unterkesselberg zu Titting
- Untermöckenlohe zu Adelschlag

### V
- Viehhausen zu Altmannstein
- Viehstall zu Beilngries

### W
- Wachenzell zu Pollenfeld
- Wackerstein
- Waidach zu Pförring
- Waldhütte zu Adelschlag
- Walting
- Wasserzell zu Eichstätt
- Weigersdorf zu Pollenfeld
- Weiher zu Mindelstetten
- Weiherhaus zu Altmannstein
- Weißendorf zu Oberdolling
- Weißenkirchen zu Adelschlag
- Wellheim
- Westerhofen zu Stammham
- Wettstetten
- Wielandshöfe zu Wellheim
- Wiesenhofen zu Beilngries
- Wildbad zu Mörnsheim
- Wimpasing zu Eichstätt
- Winden zu Altmannstein
- Wintershof zu Eichstätt
- Wittenfeld zu Adelschlag
- Wolfsbuch zu Beilngries
- Wolfstal zu Altmannstein
- Wolkertshofen zu Nassenfels
- Wolkertshofermühle zu Nassenfels
- Workerszell zu Schernfeld
- Wörmersdorf zu Pollenfeld
- Würzmühle zu Pförring

### Z
- Zandt zu Denkendorf
- Zell a.d.Speck zu Nassenfels
- Ziegelei zu Großmehring
- Ziegelhof zu Eichstätt
- Ziegelhof zu Walting
- Ziegelhütte zu Adelschlag
- Ziegelhütte zu Dollnstein
- Ziegelhütte zu Pollenfeld
- Ziegelhütte zu Pollenfeld
- Ziegelstadel zu Altmannstein